# 彼得·贝凯
彼得·贝凯（英語：Peter Baikie，1957年—）是一位苏格兰喜剧演员和作曲家。他在喜剧节目Absolutely里演出，并为此节目创作了主题曲。
他也担任电视制作人，并因此4次赢得威尔士BAFTA奖。他也是Absolutely制作公司的导演。